# Militsioner
Militsioner är ett kommande datorspel till Microsoft Windows utvecklad och utgiven av TallBoys.

## Spelupplägg
Spelaren styr en figur i en stad i Ryssland som är övervakad av en jättepolisman. Spelarens uppgift är att fly ut ur stan och undvika att bli upptäckt av jättepolismannen som kommer att anhålla spelaren. Spelaren kan även använda mikrofon för att prata i konversationer.

## Produktion
När en video för spelet publicerades blev den viral på Twitter. I ryskspråkiga medier kritiserades spelet för att vara russofobiskt och jättepolismannen jämfördes med Farbror Styopa. Speldesigner Vladimir Semenets sa att han inte ville skapa en ond bild av polisen men vill berätta om livet i Ryssland, han nämnde även problemet med ansvar och makt.
Inspirationer för Militsioner kommer från böckerna Brott och straff, Processen och filmer regisserade av Andrej Tarkovskij och Nikita Michalkov.